# Eccellenza Emilia-Romagna 2021-2022
Il campionato italiano di calcio di Eccellenza regionale 2021-2022 è il trentunesimo organizzato in Italia. Rappresenta il quinto livello del calcio italiano.

## Stagione
Dopo le vicissitudini della stagione precedente, che ha visto la promozione del Borgo San Donnino, questa stagione riparte con 44 squadre: le 41 della scorsa stagione, senza il Vigor Carpaneto che ha richiesto il declassamento in Prima Categoria, le retrocesse dalla Serie D, Cattolica e Corticella, e infine l'iscrizione della Victor San Marino.

### Formula
Le 44 squadre sono divise in tre gironi: due da 15 squadre e uno da 14. Le vincitrici dei tre gironi formeranno un ulteriore girone a tre squadre con partite di andata e ritorno, in modo da determinare, le due promosse alla Serie D. La terza classificata del girone e la vincitrice del girone a tre squadre contenente le seconde classificate saranno le due squadre ammesse agli spareggi nazionali. Le tre retrocessioni per girone, per un totale di nove, sono determinate da una retrocessione diretta e due tramite play-out con partite di andata e ritorno che non si effettueranno se il distacco è superiore o uguale a sette punti. A seguito dell'esclusione dell'Alfonsine, nel Girone C le retrocessioni diventano due: una diretta e una attraverso play-out.

### Avvenimenti
Pochi giorni prima dell'inizio del campionato, il Cattolica viene ripescato in Serie D costringendo il Comitato Regionale a rifare il calendario del Girone C che diventa da 15 a 14 squadre. Dopo due rinunce, l'Alfonsine viene escluso dal campionato, riducendo il Girone C da 14 a 13 squadre.
In seguito al peggioramento della situazione epidemiologica da Covid-19, il Comitato Regionale Emilia-Romagna, ha deliberato di posticipare dal 9 al 23 gennaio 2022, la ripresa del campionato, dopo la pausa per le festività natalizie.

## Girone A

### Squadre partecipanti
| Club                  | Città                                       | Stadio                        | Stagione precedente                             |
| --------------------- | ------------------------------------------- | ----------------------------- | ----------------------------------------------- |
| Agazzanese            | Agazzano (PC)                               | Stadio Felice Baldini         |                                                 |
| Arcetana              | Arceto di Scandiano (RE)                    | Stadio Comunale Torelli       |                                                 |
| Bibbiano San Polo     | Bibbiano (RE)                               | Centro Sportivo Luigi Bedogni |                                                 |
| Campagnola            | Campagnola Emilia (RE)                      | Campo Comunale "E. Sabbadini" |                                                 |
| Cittadella Vis Modena | San Damaso di Modena                        | Campo "Botti"                 | 4º posto nel girone unico Eccellenza 2020-2021  |
| Colorno               | Colorno (PR)                                | Stadio Comunale               | 3º posto nel girone unico Eccellenza 2020-2021  |
| Felino                | Felino (PR)                                 | Stadio Ninetto Bonfanti       |                                                 |
| Fidentina             | Fidenza (PR)                                | Stadio Dario Ballotta ("A")   |                                                 |
| Modenese              | Modena                                      | Stadio "Morselli"             |                                                 |
| Nibbiano & Valtidone  | Nibbiano di Alta Val Tidone (PC)            | Stadio Armando Molinari       |                                                 |
| PCS Sanmichelese      | San Michele dei Mucchietti di Sassuolo (MO) | Stadio G. Zanti               |                                                 |
| Piccardo Traversetolo | Traversetolo (PR)                           | Stadio Sergio Tesauri         | 2º posto nel girone unico Eccellenza 2020-2021  |
| Real Formigine        | Formigine (MO)                              | Stadio Franco Pincelli        | 6º posto nel girone unico Eccellenza 2020-2021  |
| Rolo                  | Rolo (RE)                                   | Campo Comunale ("B")          |                                                 |
| Salsomaggiore         | Salsomaggiore (PR)                          | Stadio Clemente Francani      | 10º posto nel girone unico Eccellenza 2020-2021 |

### Classifica finale
|  | Pos. | Squadra               | Pt | G  | V  | N  | P  | GF | GS | DR  |
|  | ---- | --------------------- | -- | -- | -- | -- | -- | -- | -- | --- |
|  | 1.   | Cittadella Vis Modena | 62 | 28 | 19 | 5  | 4  | 49 | 21 | +28 |
|  | 2.   | Colorno               | 59 | 28 | 18 | 5  | 5  | 59 | 25 | +34 |
|  | 3.   | Piccardo Traversetolo | 47 | 28 | 13 | 8  | 7  | 44 | 25 | +19 |
|  | 4.   | Real Formigine        | 40 | 28 | 11 | 7  | 10 | 40 | 41 | -1  |
|  | 5.   | Nibbiano & Valtidone  | 40 | 28 | 11 | 7  | 10 | 36 | 37 | -1  |
|  | 6.   | Rolo                  | 39 | 28 | 10 | 9  | 9  | 39 | 44 | -5  |
|  | 7.   | Arcetana              | 38 | 28 | 9  | 11 | 8  | 32 | 30 | +2  |
|  | 8.   | Salsomaggiore         | 38 | 28 | 9  | 11 | 8  | 32 | 30 | +2  |
|  | 9.   | Fidentina             | 38 | 28 | 9  | 11 | 8  | 44 | 43 | +1  |
|  | 10.  | Modenese              | 34 | 28 | 7  | 13 | 8  | 42 | 38 | +4  |
|  | 11.  | Agazzanese            | 34 | 28 | 8  | 10 | 10 | 38 | 44 | -6  |
|  | 12.  | Campagnola            | 33 | 28 | 8  | 9  | 11 | 31 | 36 | -5  |
|  | 13.  | Felino                | 27 | 28 | 7  | 6  | 15 | 28 | 38 | -10 |
|  | 14.  | PCS Sanmichelese      | 27 | 28 | 6  | 9  | 13 | 32 | 51 | -19 |
|  | 15.  | Bibbiano San Polo     | 11 | 28 | 2  | 5  | 21 | 13 | 56 | -43 |

Legenda:
       ammesso al girone finale 1.
       ammesso al girone finale 2.
       Promosso in Serie D 2022-2023.
 ammesso ai play-out.
       Retrocesso in Promozione 2022-2023.
Regolamento:
Tre punti a vittoria, uno a pareggio, zero a sconfitta.
In caso di arrivo di due o più squadre a pari punti, la graduatoria verrà stilata secondo la classifica avulsa tra le squadre interessate che prevede, in ordine, i seguenti criteri:
- Punti negli scontri diretti.
- Differenza reti negli scontri diretti.
- Differenza reti generale.
- Reti realizzate in generale.
- Sorteggio.

### Risultati

#### Tabellone
|                       | Aga  | Arc  | Bib  | Cam  | Cit  | Col  | Fel  | Fid  | Mod  | Nib  | PCS  | Pic  | RFo  | Rol  | Sal  |
| --------------------- | ---- | ---- | ---- | ---- | ---- | ---- | ---- | ---- | ---- | ---- | ---- | ---- | ---- | ---- | ---- |
| Agazzanese            | –––– | 1-1  | 2-1  | 4-1  | 1-1  | 0-1  | 2-1  | 1-2  | 0-2  | 2-2  | 3-3  | 1-2  | 1-3  | 1-3  | 1-1  |
| Arcetana              | 1-1  | –––– | 1-0  | 3-0  | 0-0  | 2-3  | 0-2  | 1-1  | 0-0  | 2-1  | 2-2  | 1-0  | 2-1  | 1-1  | 2-0  |
| Bibbiano San Polo     | 0-0  | 0-2  | –––– | 1-1  | 1-5  | 0-3  | 0-1  | 1-0  | 0-4  | 1-2  | 0-1  | 0-3  | 2-1  | 0-1  | 0-0  |
| Campagnola            | 1-1  | 2-1  | 1-0  | –––– | 2-3  | 2-0  | 0-1  | 1-2  | 3-2  | 1-1  | 1-1  | 1-0  | 0-1  | 2-1  | 2-0  |
| Cittadella Vis Modena | 2-0  | 1-0  | 5-0  | 1-0  | –––– | 1-0  | 3-2  | 2-1  | 3-0  | 2-0  | 2-0  | 2-0  | 1-1  | 2-1  | 1-2  |
| Colorno               | 5-1  | 4-1  | 1-0  | 3-1  | 2-0  | –––– | 1-0  | 5-1  | 2-1  | 1-3  | 0-0  | 1-1  | 4-0  | 0-0  | 3-1  |
| Felino                | 3-4  | 2-1  | 1-1  | 1-3  | 0-0  | 1-2  | –––– | 3-2  | 1-2  | 0-2  | 2-0  | 1-2  | 2-0  | 0-2  | 1-1  |
| Fidentina             | 2-2  | 1-0  | 3-0  | 2-0  | 0-2  | 3-2  | 2-2  | –––– | 1-1  | 3-0  | 0-0  | 1-1  | 3-3  | 1-2  | 1-1  |
| Modenese              | 0-0  | 0-0  | 4-0  | 2-1  | 1-2  | 3-3  | 2-0  | 1-1  | –––– | 2-2  | 4-0  | 1-1  | 2-2  | 1-1  | 1-3  |
| Nibbiano & Valtidone  | 0-1  | 0-0  | 1-1  | 1-1  | 2-1  | 1-5  | 0-0  | 2-0  | 2-1  | –––– | 0-2  | 1-0  | 3-1  | 4-1  | 2-1  |
| PCS Sanmichelese      | 3-1  | 1-2  | 2-1  | 0-0  | 0-4  | 0-2  | 3-1  | 2-3  | 2-2  | 0-3  | –––– | 1-1  | 3-0  | 3-6  | 0-2  |
| Piccardo Traversetolo | 3-0  | 0-2  | 3-0  | 1-1  | 2-2  | 0-2  | 1-0  | 5-1  | 2-0  | 4-0  | 2-1  | –––– | 0-1  | 4-0  | 1-0  |
| Real Formigine        | 0-1  | 2-2  | 2-0  | 3-1  | 0-1  | 2-0  | 1-0  | 2-2  | 2-2  | 1-0  | 4-1  | 1-2  | –––– | 4-2  | 2-1  |
| Rolo                  | 0-22 | 2-0  | 3-2  | 1-1  | 3-2  | 0-4  | 0-0  | 0-4  | 0-0  | 1-0  | 1-1  | 3-3  | 3-0  | –––– | 1-2  |
| Salsomaggiore         | 0-4  | 2-2  | 4-1  | 1-1  | 0-1  | 0-0  | 1-0  | 1-1  | 4-1  | 2-1  | 2-0  | 0-0  | 0-0  | 0-0  | –––– |

#### Play-out
|            | Risultati |            | Luogo e data                     |
| ---------- | --------- | ---------- | -------------------------------- |
| Felino     | 0-0       | Campagnola | Felino, 1º maggio 2022           |
| Campagnola | 2-1       | Felino     | Campagnola Emilia, 8 maggio 2022 |
|            |           |            |                                  |

## Girone B

### Squadre partecipanti
| Club                  | Città                                | Stadio                               | Stagione precedente                            |
| --------------------- | ------------------------------------ | ------------------------------------ | ---------------------------------------------- |
| Anzolavino            | Anzola dell'Emilia (BO)              | Stadio Comunale                      |                                                |
| Argentana             | Argenta (FE)                         | Stadio Lucio Mongardi                |                                                |
| Castelvetro           | Castelvetro di Modena (MO)           | Stadio William Venturelli            |                                                |
| Castenaso             | Castenaso (BO)                       | Stadio Guerrino Negrini              | 9º posto nel girone unico Eccellenza 2020-2021 |
| Copparese             | Copparo (FE)                         | Stadio Decimo Preziosa               |                                                |
| Corticella            | Bologna (Corticella)                 | Centro Sportivo Biavati              | 18º posto in Serie D/D, retrocesso             |
| Granamica             | Granarolo dell'Emilia (BO)           | Stadio Luciano Bonarelli             |                                                |
| Masi Torello Voghiera | Masi Torello e Voghiera (FE)         | Stadio Benito Villani (Masi Torello) |                                                |
| Medicina Fossatone    | Medicina (BO)                        | Stadio Enghel Bambi                  |                                                |
| Sant'Agostino         | Sant'Agostino di Terre del Reno (FE) | Campo Comunale                       |                                                |
| San Felice            | San Felice sul Panaro (MO)           | Stadio L. Bergamini                  |                                                |
| Vadese Sole Luna      | Vado di Monzuno (BO)                 | Stadio G. Foresti                    |                                                |
| Vignolese 1907        | Vignola (MO)                         | Stadio Caduti di Superga             |                                                |
| Virtus Castelfranco   | Castelfranco Emilia (MO)             | Stadio Fausto Ferrarini              | 8º posto in girone unico Eccellenza 2020-2021  |

### Classifica finale
|  | Pos. | Squadra               | Pt | G  | V  | N | P  | GF | GS | DR  |
|  | ---- | --------------------- | -- | -- | -- | - | -- | -- | -- | --- |
|  | 1.   | Corticella            | 57 | 26 | 17 | 6 | 3  | 65 | 19 | +46 |
|  | 2.   | Castenaso             | 57 | 26 | 18 | 3 | 5  | 64 | 34 | +30 |
|  | 3.   | Granamica             | 52 | 26 | 15 | 7 | 4  | 45 | 21 | +24 |
|  | 4.   | Medicina Fossatone    | 48 | 26 | 14 | 6 | 6  | 41 | 24 | +17 |
|  | 5.   | Masi Torello Voghiera | 45 | 26 | 13 | 6 | 7  | 44 | 27 | +17 |
|  | 6.   | Virtus Castelfranco   | 44 | 26 | 13 | 5 | 8  | 43 | 28 | +15 |
|  | 7.   | Vignolese 1907        | 40 | 26 | 11 | 7 | 8  | 30 | 25 | +5  |
|  | 8.   | Castelvetro           | 36 | 26 | 11 | 3 | 12 | 56 | 48 | +8  |
|  | 9.   | Sant'Agostino         | 35 | 26 | 9  | 8 | 9  | 34 | 37 | -3  |
|  | 10.  | Vadese Sole Luna      | 24 | 26 | 7  | 3 | 16 | 28 | 55 | -27 |
|  | 11.  | Anzolavino            | 21 | 26 | 4  | 9 | 13 | 26 | 42 | -16 |
|  | 12.  | San Felice            | 20 | 26 | 4  | 8 | 14 | 34 | 51 | -17 |
|  | 13.  | Copparese             | 18 | 26 | 4  | 6 | 16 | 23 | 46 | -23 |
|  | 14.  | Argentana (-1)        | 8  | 26 | 2  | 3 | 21 | 9  | 85 | -76 |

Legenda:
       ammesso al girone finale 1.
       ammesso al girone finale 2.
 ammesso ai play-out.
       Retrocesso in Promozione 2022-2023.
Note:
L'Argentana ha scontato un punto di penalizzazione.
In appello, l'Argentana ha ottenuto l'annullamento del punto di penalizzazione.
Regolamento:
Tre punti a vittoria, uno a pareggio, zero a sconfitta.
In caso di arrivo di due o più squadre a pari punti, la graduatoria verrà stilata secondo la classifica avulsa tra le squadre interessate che prevede, in ordine, i seguenti criteri:
- Punti negli scontri diretti.
- Differenza reti negli scontri diretti.
- Differenza reti generale.
- Reti realizzate in generale.
- Sorteggio.

### Risultati

#### Tabellone
|                       | Anz  | Arg  | Cav  | Cas  | Cop  | Cor  | Gra  | MTV  | Med  | SAg  | SFe  | Vad  | Vig  | Vir  |
| --------------------- | ---- | ---- | ---- | ---- | ---- | ---- | ---- | ---- | ---- | ---- | ---- | ---- | ---- | ---- |
| Anzolavino            | –––– | 3-0  | 1-3  | 1-1  | 0-2  | 2-2  | 1-1  | 1-1  | 0-2  | 2-1  | 0-0  | 1-2  | 0-0  | 1-1  |
| Argentana             | 1-4  | –––– | 1-0  | 1-3  | 1-1  | 1-6  | 0-1  | 1-7  | 0-5  | 0-3  | 2-1  | 0-3  | 0-0  | 0-2  |
| Castelvetro           | 5-1  | 6-0  | –––– | 4-3  | 1-1  | 0-1  | 2-3  | 3-2  | 1-2  | 3-1  | 1-5  | 2-1  | 0-1  | 3-1  |
| Castenaso             | 4-1  | 4-0  | 3-2  | –––– | 2-1  | 0-3  | 1-2  | 1-0  | 4-3  | 5-1  | 6-0  | 0-1  | 3-1  | 4-1  |
| Copparese             | 1-1  | 3-0  | 1-2  | 1-2  | –––– | 0-5  | 0-2  | 1-2  | 2-2  | 0-2  | 0-4  | 1-1  | 5-0  | 1-3  |
| Corticella            | 2-0  | 5-0  | 3-3  | 5-1  | 2-0  | –––– | 2-0  | 3-2  | 0-0  | 1-1  | 2-2  | 4-0  | 0-1  | 1-0  |
| Granamica             | 2-1  | 7-0  | 2-1  | 1-1  | 1-1  | 1-0  | –––– | 0-2  | 4-0  | 1-2  | 4-2  | 3-0  | 1-1  | 2-0  |
| Masi Torello Voghiera | 2-1  | 2-0  | 1-1  | 1-2  | 4-0  | 0-4  | 0-1  | –––– | 0-0  | 1-0  | 3-1  | 4-1  | 0-2  | 2-1  |
| Medicina Fossatone    | 1-0  | 1-0  | 4-0  | 0-0  | 2-0  | 1-2  | 2-1  | 0-1  | –––– | 4-0  | 1-0  | 3-1  | 1-3  | 1-1  |
| S. Agostino           | 3-1  | 3-0  | 3-2  | 2-3  | 2-0  | 0-3  | 0-0  | 1-1  | 0-1  | –––– | 0-0  | 2-0  | 1-1  | 0-0  |
| San Felice            | 1-1  | 7-0  | 0-5  | 0-1  | 2-0  | 1-6  | 0-0  | 0-3  | 1-1  | 2-2  | –––– | 0-1  | 0-2  | 0-0  |
| Vadese Sole Luna      | 2-0  | 2-1  | 0-5  | 1-5  | 0-1  | 0-1  | 1-1  | 1-2  | 1-2  | 3-3  | 4-2  | –––– | 1-3  | 1-3  |
| Vignolese 1907        | 0-1  | 0-0  | 2-1  | 0-3  | 2-0  | 2-2  | 0-1  | 1-1  | 0-1  | 0-1  | 2-0  | 4-0  | –––– | 0-1  |
| Virtus Castelfranco   | 2-1  | 6-0  | 5-0  | 1-2  | 0-1  | 1-0  | 1-3  | 0-0  | 2-1  | 3-0  | 4-3  | 2-0  | 1-2  | –––– |

#### Play-out
|                  | Risultati |                  | Luogo e data                          |
| ---------------- | --------- | ---------------- | ------------------------------------- |
| Copparese        | 1-1       | Vadese Sole Luna | Copparo, 1º maggio 2022               |
| San Felice       | 1-3       | Anzolavino       | San Felice sul Panaro, 1º maggio 2022 |
|                  |           |                  |                                       |
| Vadese Sole Luna | 1-3       | Copparese        | Monzuno, 8 maggio 2022                |
| Anzolavino       | 2-1       | San Felice       | Anzola dell'Emilia, 8 maggio 2022     |
|                  |           |                  |                                       |

## Girone C

### Squadre partecipanti
| Club                  | Città                            | Stadio                                                        | Stagione precedente                             |
| --------------------- | -------------------------------- | ------------------------------------------------------------- | ----------------------------------------------- |
| Alfonsine             | Alfonsine (RA)                   | Stadio Brigata Cremona                                        | 11º posto nel girone unico Eccellenza 2020-2021 |
| Cotignola             | Cotignola (RA)                   | Stadio Angelo Dalmonte                                        |                                                 |
| Del Duca Grama        | Castiglione di Ravenna           | Stadio Massimo Sbrighi                                        | 7º posto nel girone unico Eccellenza 2020-2021  |
| Classe                | Classe di Ravenna                | Campo Comunale                                                |                                                 |
| Diegaro               | Diegaro di Cesena (FC)           | Canapino Arena                                                |                                                 |
| Futball Cava Ronco    | Forlì                            | Antistadio Tullo Morgagni                                     |                                                 |
| Fya Riccione          | Riccione (RN)                    | Stadio Italo Nicoletti                                        |                                                 |
| Russi                 | Russi (RA)                       | Stadio Bruno Bucci                                            |                                                 |
| San Pietro in Vincoli | San Pietro in Vincoli di Ravenna | Campo Comunale "A"                                            |                                                 |
| Sanpaimola            | Imola (BO)                       | Stadio Luigi e Silvano Dalle Vacche (Sant'Agata sul Santerno) |                                                 |
| Savignanese           | Savignano sul Rubicone (FC)      | Stadio Giuseppe Capanni                                       | 5º posto nel girone unico Eccellenza 2020-2021  |
| Tropical Coriano      | Coriano (RN)                     | Stadio Daniele Grandi                                         |                                                 |
| Valsanterno           | Borgo Tossignano (BO)            | Stadio Comunale                                               |                                                 |
| Victor San Marino     | Serravalle (RSM)                 | Stadio di Acquaviva (Acquaviva)                               |                                                 |

### Classifica finale
|  | Pos. | Squadra               | Pt      | G  | V  | N  | P  | GF | GS | DR  |
|  | ---- | --------------------- | ------- | -- | -- | -- | -- | -- | -- | --- |
|  | 1.   | Fya Riccione          | 51      | 24 | 15 | 6  | 3  | 53 | 20 | +33 |
|  | 2.   | Victor San Marino     | 43      | 24 | 11 | 10 | 3  | 25 | 15 | +10 |
|  | 3.   | Russi                 | 41      | 24 | 11 | 8  | 5  | 38 | 14 | +24 |
|  | 4.   | Savignanese           | 40      | 24 | 12 | 4  | 8  | 32 | 25 | +7  |
|  | 5.   | Futball Cava Ronco    | 33      | 24 | 9  | 6  | 9  | 21 | 24 | -3  |
|  | 6.   | Del Duca Grama        | 31      | 24 | 8  | 7  | 9  | 31 | 28 | +3  |
|  | 7.   | Tropical Coriano      | 29      | 24 | 7  | 8  | 9  | 18 | 26 | -8  |
|  | 8.   | Classe                | 29      | 24 | 7  | 8  | 9  | 24 | 32 | -8  |
|  | 9.   | Diegaro               | 29      | 24 | 8  | 5  | 11 | 20 | 29 | -9  |
|  | 10.  | Sanpaimola            | 29      | 24 | 8  | 5  | 11 | 25 | 35 | -10 |
|  | 11.  | Valsanterno           | 28      | 24 | 7  | 7  | 10 | 24 | 36 | -12 |
|  | 12.  | San Pietro in Vincoli | 25      | 24 | 7  | 4  | 13 | 26 | 34 | -8  |
|  | 13.  | Cotignola             | 20      | 24 | 6  | 2  | 16 | 26 | 45 | -19 |
|  | ---  | Alfonsine (-2)        | Escluso | -  | -  | -  | -  | -  | -  | -   |

Legenda:
       ammesso al girone finale 1.
       ammesso al girone finale 2.
 ammesso ai play-out.
       Retrocesso in Promozione 2022-2023.
       Escluso a campionato in corso.
Note:
L'Alfonsine ha scontato due punti di penalizzazione per due rinunce, dopodiché è stato escluso dal campionato.
Con l'esclusione dell'Alfonsine, le retrocessioni diventano due, una con play-out
Regolamento:
Tre punti a vittoria, uno a pareggio, zero a sconfitta.
In caso di arrivo di due o più squadre a pari punti, la graduatoria verrà stilata secondo la classifica avulsa tra le squadre interessate che prevede, in ordine, i seguenti criteri:
- Punti negli scontri diretti.
- Differenza reti negli scontri diretti.
- Differenza reti generale.
- Reti realizzate in generale.
- Sorteggio.

### Risultati

#### Tabellone
|                       | Cot  | Cla  | DDG  | Die  | FCR  | Fya  | Rus  | SPV  | SaP  | Sav  | Tro  | Val  | VSM  |
| --------------------- | ---- | ---- | ---- | ---- | ---- | ---- | ---- | ---- | ---- | ---- | ---- | ---- | ---- |
| Cotignola             | –––– | 2-1  | 1-1  | 0-1  | 0-1  | 2-0  | 1-4  | 1-2  | 2-1  | 0-1  | 1-3  | 2-2  | 3-2  |
| Classe                | 1-0  | –––– | 1-1  | 1-0  | 1-1  | 1-1  | 1-0  | 0-1  | 1-1  | 3-2  | 3-1  | 3-2  | 1-1  |
| Del Duca Grama        | 4-1  | 2-0  | ---- | 3-2  | 4-0  | 0-3  | 0-1  | 0-2  | 2-2  | 1-2  | 0-1  | 0-1  | 0-0  |
| Diegaro               | 0-2  | 1-0  | 2-2  | –––– | 1-2  | 1-1  | 0-0  | 1-1  | 0-1  | 1-0  | 2-1  | 2-0  | 0-1  |
| Futball Cava Ronco    | 1-0  | 1-1  | 2-0  | 1-2  | –––– | 1-2  | 1-1  | 0-0  | 0-0  | 2-1  | 0-1  | 0-0  | 1-2  |
| Fya Riccione          | 5-1  | 4-1  | 3-0  | 5-0  | 2-0  | –––– | 2-2  | 3-0  | 4-0  | 1-3  | 4-0  | 3-2  | 1-1  |
| Russi                 | 3-0  | 3-0  | 0-0  | 2-0  | 4-1  | 1-1  | –––– | 3-0  | 3-1  | 0-0  | 1-1  | 4-0  | 0-1  |
| San Pietro in Vincoli | 4-1  | 0-0  | 2-3  | 1-2  | 0-1  | 0-1  | 0-2  | –––– | 1-2  | 2-1  | 2-1  | 0-1  | 0-1  |
| Sanpaimola            | 2-1  | 1-2  | 0-3  | 3-1  | 1-0  | 1-3  | 1-0  | 0-2  | –––– | 1-2  | 0-1  | 0-0  | 1-1  |
| Savignanese           | 2-0  | 2-0  | 1-0  | 1-0  | 0-2  | 0-2  | 0-0  | 3-3  | 1-2  | –––– | 2-1  | 0-1  | 1-0  |
| Tropical Coriano      | 2-1  | 1-1  | 0-2  | 0-0  | 1-0  | 0-0  | 0-3  | 1-0  | 1-2  | 0-1  | –––– | 0-0  | 0-0  |
| Valsanterno           | 1-4  | 2-1  | 0-2  | 0-1  | 0-1  | 1-2  | 2-1  | 2-1  | 3-2  | 2-5  | 1-1  | –––– | 0-0  |
| Victor San Marino     | 1-0  | 2-0  | 1-1  | 1-0  | 0-2  | 2-0  | 1-0  | 4-2  | 1-0  | 1-1  | 0-0  | 1-1  | –––– |

#### Play-out
|                       | Risultati |                       | Luogo e data                          |
| --------------------- | --------- | --------------------- | ------------------------------------- |
| San Pietro in Vincoli | 0-0       | Valsanterno           | San Pietro in Vincoli, 1º maggio 2022 |
| Valsanterno           | 2-1       | San Pietro in Vincoli | Borgo Tossignano, 8 maggio 2022       |
|                       |           |                       |                                       |

## Girone finale 1
La prima in classifica di ognuno dei tre gironi si gioca, in questo girone finale 1, l'ingresso in Serie D. Si qualificano le prime due, mentre la terza e ultima classificata si qualifica per i play-off nazionali come "miglior seconda classificata" o "squadra seconda classificata n° 1".

### Classifica
|  | Pos. | Squadra               | Pt | G | V | N | P | GF | GS | DR |
|  | ---- | --------------------- | -- | - | - | - | - | -- | -- | -- |
|  | 1.   | Fya Riccione          | 5  | 4 | 1 | 2 | 1 | 5  | 4  | +1 |
|  | 2.   | Corticella            | 5  | 4 | 1 | 2 | 1 | 4  | 4  | +0 |
|  | 3.   | Cittadella Vis Modena | 5  | 4 | 1 | 2 | 1 | 3  | 4  | -1 |

Legenda:
       Promossi in Serie D 2022-2023.
       Ammessa ai play-off nazionali.

### Risultati
|                       | Risultati |                       | Luogo e data                         |
| --------------------- | --------- | --------------------- | ------------------------------------ |
| Corticella            | 2-1       | Fya Riccione          | Corticella (Bologna), 1º maggio 2022 |
| Fya Riccione          | 3-1       | Cittadella Vis Modena | Riccione, 4 maggio 2022              |
| Cittadella Vis Modena | 1-0       | Corticella            | Modena, 8 maggio 2022                |
| Fya Riccione          | 1-1       | Corticella            | Riccione, 11 maggio 2022             |
| Cittadella Vis Modena | 0-0       | Fya Riccione          | Modena, 15 maggio 2022               |
| Corticella            | 1-1       | Cittadella Vis Modena | Corticella (Bologna), 21 maggio 2022 |
|                       |           |                       |                                      |

#### Spareggio
|            | Risultati |                       | Luogo e data           |
| ---------- | --------- | --------------------- | ---------------------- |
| Corticella | 2-0       | Cittadella Vis Modena | Budrio, 24 maggio 2022 |

## Girone finale 2
La seconda in classifica di ognuno dei tre gironi si gioca, in questo girone finale 2, l'ingresso ai play-off nazionali. Si qualifica solo la prima classificata diventando "squadra seconda classificata n° 2".

### Classifica
|  | Pos. | Squadra           | Pt | G | V | N | P | GF | GS | DR |
|  | ---- | ----------------- | -- | - | - | - | - | -- | -- | -- |
|  | 1.   | Colorno           | 8  | 4 | 2 | 2 | 0 | 6  | 3  | +3 |
|  | 2.   | Castenaso         | 8  | 4 | 2 | 2 | 0 | 6  | 4  | +2 |
|  | 3.   | Victor San Marino | 0  | 4 | 0 | 0 | 4 | 5  | 10 | -5 |

Legenda:
       Ammessa ai play-off nazionali.

### Risultati
|                   | Risultati |                   | Luogo e data               |
| ----------------- | --------- | ----------------- | -------------------------- |
| Colorno           | 0-0       | Castenaso         | Colorno, 1º maggio 2022    |
| Castenaso         | 2-1       | Victor San Marino | Castenaso, 4 maggio 2022   |
| Victor San Marino | 0-2       | Colorno           | Serravalle, 8 maggio 2022  |
| Castenaso         | 1-1       | Colorno           | Castenaso, 11 maggio 2022  |
| Victor San Marino | 2-3       | Castenaso         | Serravalle, 15 maggio 2022 |
| Colorno           | 3-2       | Victor San Marino | Colorno, 19 maggio 2022    |
|                   |           |                   |                            |

#### Spareggio
|         | Risultati |           | Luogo e data              |
| ------- | --------- | --------- | ------------------------- |
| Colorno | 4-1       | Castenaso | Correggio, 24 maggio 2022 |